# Clapton Chronicles - The Best of Eric Clapton
Clapton Chronicles - The Best of Eric Clapton è una raccolta del cantautore britannico Eric Clapton, pubblicata il 12 ottobre 1999.
La raccolta contiene, oltre ai successi, anche due nuove canzoni: Blue Eyes Blue, scritta da Rob Cavallo, e (I) Get Lost, scritta dallo stesso Clapton.

## Tracce
1. Blue Eyes Blue – 4:42 (Diane Warren)
2. Change The World – 3:55 (Tommy Sims, Gordon Kennedy, Wayne Kirkpatrick)
3. My Father's Eyes – 5:24 (Eric Clapton)
4. Tears In Heaven – 4:33 (Eric Clapton, Will Jennings)
5. Layla – 4:37 (Eric Clapton, Jim Gordon)
6. Pretending – 4:43 (Jerry Lynn Williams)
7. Bad Love – 5:14 (Eric Clapton, Mick Jones)
8. Before You Accuse Me – 3:57 (Ellas McDaniel)
9. It's In The Way That You Use It – 4:11 (Eric Clapton, Robbie Robertson)
10. Forever Man – 3:11 (Jerry Lynn Williams)
11. Running On Faith – 6:26 (Jerry Lynn Williams)
12. She's Waiting – 4:58 (Eric Clapton, Peter Robinson)
13. River Of Tears – 7:21 (Eric Clapton, Simon Climie)
14. (I) Get Lost – 4:21 (Eric Clapton)

Traccia aggiunta nella versione europea
1. Wonderful Tonight (Live Edition) – 5:24 (Eric Clapton)

## Classifiche

### Classifiche settimanali
| Classifica (1999) | Posizione massima |
| ----------------- | ----------------- |
| Australia         | 16                |
| Austria           | 1                 |
| Belgio (Fiandre)  | 16                |
| Belgio (Vallonia) | 8                 |
| Canada            | 11                |
| Europa            | 1                 |
| Finlandia         | 2                 |
| Germania          | 3                 |
| Giappone          | 1                 |
| Italia            | 17                |
| Malaysia          | 1                 |
| Norvegia          | 3                 |
| Nuova Zelanda     | 12                |
| Paesi Bassi       | 17                |
| Portogallo        | 2                 |
| Regno Unito       | 6                 |
| Spagna            | 5                 |
| Stati Uniti       | 20                |
| Svezia            | 1                 |
| Svizzera          | 5                 |
| Ungheria          | 14                |

### Classifiche di fine anno
| Classifica (1999) | Posizione |
| ----------------- | --------- |
| Austria           | 25        |
| Germania          | 58        |
| Regno Unito       | 56        |